# Chotilsko
Chotilsko est une commune du district de Příbram, dans la région de Bohême-Centrale, en République tchèque. Sa population s'élevait à 524 habitants en 2020.

## Géographie
Chotilsko se trouve à 5 km à l'est-sud-est de Nový Knín, à 28 km à l'est-nord-est de Příbram et à 35 km au sud de Prague.
La commune est limitée par Korkyně et Čím au nord, par Neveklov, Křečovice et Radíč à l'est, par Radíč et Nalžovice au sud, et par Nový Knín à l'ouest.

## Histoire
La première mention écrite de la localité date de 1359.

## Administration
La commune se compose de treize quartiers :
- Chotilsko
- Hněvšín
- Cholín-Boubovny
- Knihy
- Kobylníky
- Křeničná
- Lipí
- Mokrsko
- Prostřední Lhota
- Sejcká Lhota
- Smilovice
- Záborná Lhota
- Živohošť

## Transports
Par la route, Chotilsko se trouve à 6 km de Nový Knín, à 35,5 km de Příbram et à 70 km de Prague.